# Société romande pour l'étude et la protection des oiseaux
La Société romande pour l'étude et la protection des oiseaux, également appelée Nos Oiseaux, est une association ornithologique fondée en 1913 et active en Suisse romande. Elle est l'éditrice de la revue scientifique Nos Oiseaux.

## Histoire
La Société romande pour l'étude et la protection des oiseaux a été fondée à Neuchâtel le 22 mai 1913, sur l'impulsion d'Hermann Russ, Alfred Richard et Alfred Mayor,. Ce dernier devient le premier président de la société tandis que le conseiller d'État neuchâtelois Auguste Pettavel en est nommé président d'honneur,. La société s'engage très tôt pour la création de la réserve du Fanel qui intervient peu après la fondation de l'association et qui est désormais protégée par la convention de Ramsar. La création de la revue Nos Oiseaux intervient également en 1913.
Lors du 25e anniversaire en 1938, l'association demande que la réserve du Fanel soit transformée en Parc national, un projet qui ne verra toutefois jamais le jour,. En 1963, à l'occasion des cinquante ans de la société, les musées d'histoire naturelle de Lausanne et de Neuchâtel organisent une exposition conjointe intitulée L'oiseau. C'est également à l'occasion de cet anniversaire que Paul Géroudet, le rédacteur de la revue, est nommé docteur honoris causa de l'université de Neuchâtel. En 1987, la société publie un ouvrage de Paul Géroudet intitulé Les oiseaux du Lac Léman. En 1988, Nos Oiseaux crée un fonds destiné à mener des projets ornithologiques hors de Suisse. 
En 2011, BirdLife Suisse et la Société romande pour l'étude et la protection des oiseaux lancent une Formation romande en ornithologie. En 2013, au moment du centenaire de la société, la société compte environ 2 000 membres. À l'occasion de son centenaire, l'association lance un projet de réintroduction du Balbuzard pêcheur qui n'a plus niché en Suisse depuis 1911. Les premières naissance ont lieu durant l'été 2020 et l'association espère de premières véritables nidifications en 2022 ou 2023.